# Olivier Toscer
Olivier Toscer est journaliste, auteur et réalisateur. Diplômé de Sciences-Po (1990) et du Centre de formation des journalistes (1991), ancien journaliste au Point et au Nouvel Obs, il réalise aujourd'hui des documentaires pour la télévision.

## Filmographie
- 2010 : JPK, l'homme qui faisait trembler Tahiti (52' Canal Plus)[1]
- 2011 : Les Millions perdus de l'Europe[2],[3](52' Arte)
- 2012 : Finance folle : l'attaque des robots-traders (70' France 2)[4]
- 2013 : Crise grecque : une faillite européenne[5] (56' France 3)
- 2015 : Berlusconi et la Mafia, scandales à l'italienne[6] (52' France 3)
- 2015 : Djihad 2.0[7] (52' LCP-AN)
- 2017 : La Tentation FN, les nouveaux électeurs de Marine Le Pen[8] (52' France 3)
- 2020 : Dans l'œil des RG, série documentaire en trois épisodes[9] (3x52' France 5)
- 2021 : Les Raisins de la Misère (52' France 3)[10]
- 2023 : France/Allemagne, un couple en thérapie (80' Arte)[11]
- 2024: ADN Business, la face cachée des tests grands public (90' Arte)[12]
- 2025: Très chère électricité (75' France 5)[13]

## Récompenses
- 2011 : Sélection en compétition internationale au FIGRA[14] pour le film JPK, l'homme qui faisait trembler Tahiti.
- 2016 : Sélections en compétition internationale au FIGRA[15],[16] et au PRIMED[17] (Prix international du documentaire et du reportage méditerranéen) pour le film Berlusconi et la mafia, scandales à l'italienne.
- 2022: Sélection en compétition officielle au FIPADOC pour le film Les Raisins de la Misère[18].